# Христинівський район
Христи́нівський райо́н (з 1923 по 1925 рр. — Орадівський район, з 1925 по 1931 рр. — Верхняцький район) — колишня адміністративно-територіальна одиниця Черкаської області. Утворений 1923 року та ліквідований 2020. Після ліквідації, територія району увійшла до складу Уманського району.

## Загальні відомості
Площа — 632 км² (3 % від площі області). Адміністративний центр — місто Христинівка. Дата утворення: 1923 р. Від районного центру міста Христинівки до міста Черкаси 213 км.
Межував з півночі з Монастирищенським районом, з північно-східної сторони — з Жашківським районом, з східної та південної — з Маньківським та Уманським районами Черкаської області, з західної — з Теплицьким і Гайсинським районами Вінницької області.
Чисельність населення станом на 01.01.2019 33, 9 тис. осіб.

## Історія
7 березня 1923 року з Христинівської, Кузьминської і частини Ліщинівської (без сіл Красноставки і Добрів) волостей було утворено Орадівський район Уманської округи Київської губернії. 1 серпня 1925 року губернії було розформовано, центр Орадівського району Уманської (Гуманської) округи перенесений з с. Орадова до м. Верхнячки, Орадівський район перейменований на Верхняцький. 1930 року округи було скасовано, на карті 1931 року район вже названо Христинівським (Верхняцьким). У 1932 році Христинівський район увійшов до складу новоутвореної Вінницької області, у 1933 році переданий до складу Київської області. В 1954 році він увійшов до складу Черкаської області як адміністративно-територіальна одиниця.
У 30-40-ві роки 17 сторіччя вже були відомі села Ботвинівка, Верхнячка (Яворовець), Івангород та Талалаївка.
У другій половині 19 сторіччя починає розвиватись промисловість. Було введено в експлуатацію залізничні колії — Вапнярка-Христинівка, Козятин-Умань, Христинівка—Шпола, залізничний вузол. 1891 року, із заснування селища при залізничній станції «Христинівка», розпочалася історія сучасного міста Христинівки.
Христинівка ще тоді славилась хлібним ринком. Швидко піднялося її економічне значення, що в свою чергу сприяло збільшенню населення. В 1900 році на Христинівщині проживало 3475 осіб. В 1931 році розпочав свою роботу маслоробний завод, новостворене вагонне депо, а також машинно-тракторна станція.
У 1954 році закінчено модернізацію залізничного вузла.
У 1956 році Христинівку віднесено до розряду районного підпорядкування. З Христинівського району вийшло багато видатних людей. У Христинівці народився Олександр Корнійчук — відомий український письменник-драматург, автор п'єс «Загибель ескадри», «Платон Кречет», «Богдан Хмельницький» та інші. Його ім'я носить міська загальноосвітня школа № 1, парк та одна із вулиць міста. Район є батьківщиною одного з керівників Коліївщини Івана Гонти та Героя Радянського Союзу і повного кавалера ордена Слави Івана Драченка. Цей хліборобський край, де зберігаються і примножують традиції майстрів золотої ниви, виплекав багатьох відомих людей праці: Федора Берегового, Семена Карбовського, Станіслава Забродського, Марфу Лемещук, Ганну Гук, Анастасію Кобзар.
Ліквідований 17 липня 2020 у рамках адміністративної реформи. Територіально повністю ввійшов до складу Уманського району.

## Географія
Територія Христинівського району розташована в Західній частині Черкаської області в лісостеповій зоні України. Рельєф району плоско рівнинний, з особливо цінними ґрунтами — чорноземами та сіро опідзоленими, які займають 70 % площі.
Клімат у районі помірно континентальний. Середня температура повітря по багаторічних даних 6,8 градусів С. Сума річних опадів — 490—520 мм. Відносна вологість повітря 77 %.
Географічна мережа району представлена річками Кублич, Удич, Синиця, Сорока, Уманка та іншими. Загальна довжина річок 100,9 км. Адміністративно-господарським і культурним центром є м. Христинівка.

### Природно-заповідний фонд
На території району знаходяться 7 об'єктів природно-заповідного фонду. Серед них:
- 4 заказники місцевого значення — Великосевастянівські Яри, Кам'яний Яр, Красноставське, Орадівський;
- 3 парки-пам'ятки садово-паркового мистецтва місцевого значення — Синицький парк, Шельпахівський парк, Ягубецький парк.

## Природні ресурси
Загальна земельна площа району становить 63218 га, або 3 % території області. Землі сільськогосподарського призначення становлять 52261 га, в тому числі рілля — 49959 га, багаторічні насадження — 685 га, пасовища — 679 га, сіножаті — 940 га.
Природні ресурси представлені площею лісового фонду 4376 га, водного фонду — 823,2 га, землі під відкритими розробками, кар'єри — 42,1 га.
На території району містяться родовища торфу і цегляно-черепної глини.
Поклади торфу містяться в селах Івангород, Талалаївка, Сичівка, суглинки і глини в селах Веселівка та Христинівка.
У районі є 3 гранітні кар'єри, які зараз не працюють, 2 жорствяні та 1 піщаний.

## Транспорт
У м. Христинівка розташована вузлова станція Одеської залізниці. Територію району перетинають дві залізничні магістралі: з північного сходу на південний захід — Цвітково-Христинівка-Вапнярка протяжністю 36 км і південного сходу на північний захід — Умань-Христинівка-Козятин 27 км.
Територією району проходить автошлях E50.

## Засоби масової інформації

### Друковані видання
- газета «Трибуна хлібороба»
- газета «Христинівська сорока»

### Інтернет-сайти
Провінційне містечко Христинівка — https://web.archive.org/web/20130105123712/http://khrystynivka.com/ http://promisto.net [Архівовано 14 травня 2021 у Wayback Machine.]
Христинівчани — http://khryst.net [Архівовано 1 квітня 2022 у Wayback Machine.]
https://web.archive.org/web/20130415052947/http://khryst-rda.ck.ua/

## Видатні особи
У селі Шукайвода народився Матвій Бондар-Обміняний — член Української Центральної Ради
- працював учителем Йосип Андрійович Димінський — український фольклорист і етнограф

У селі Вербувата народився Цибенко Василь Григорович — голова Черкаської обласної ради (1994—1995).
У смт Верхнячка народилися:
- Боржинський Федір Кіндратович — дипломат і розвідник.
- Мельник Юрій Федорович — доктор сільськогосподарських наук, член-кореспондент Української академії аграрних наук, Герой України, міністр аграрної політики України (2006—2010).

У м. Христинівка народилися:
- Панченко Юхим Миколайович — козак 4-ї Київської дивізії Армії УНР, Герой Другого Зимового походу
- Корнійчук Олександр Євдокимович — громадський діяч, драматург, публіцист, академік АН СРСР, Герой Соціалістичної Праці.
- Костюк Нінель Трохимівна — доктор філософських наук, заслужений працівник культури.
- Смешко Ігор Петрович — військовий і державний діяч, військовий інженер, голова Служби безпеки України (4 вересня 2003 — 4 лютого 2005).

У селі Велика Севастянівка народився Драченко Іван Григорович — Герой Радянського
Союзу, повний кавалер ордена Слави
Вихідці села Івангород:
- П. І. Альтман — прозаїк, літературознавець.
- Паламарчук Дмитро Хомич — поет, перекладач.
- Чорний Володимир Лазарович — політичний діяч, колишній посол України у Латвії.
- Василь Капкан, син Олекси— ініціатор заснування Громади українців у Литві (1988 р.), учасник рухів за Незалежність у Литві (Саюдіс) і Україні, перекладач, журналіст.

У селі Кузьмина Гребля народився Дубенко Степан Васильович — український кінознавець.
Вихідцями із села Орадівка є
- Петро Моргаєнко — літературний діяч
- Зінчук Станіслав Сергійович — поет
- Микола Гребенюк — поет

У селі Розсішки народилися
- Іван Гонта — ватажок українського гайдамацького руху, один з проводирів Коліївщини;
- Лінчук Олександр Титович — Герой Радянського Союзу.

Виходець із села Синиця Яковенко Петро Максимович — український художник. Член НСХУ
Відомі мешканці села Углуватка:
- Семен Кулик — священик, літературний діяч. Розстріляний у 1918 році бійцями Червоної Армії.
- Маринич І.Я. — старший військовий фельдшер 1‑го батальйону 172‑го полку 13‑ї стрілецької дивізії. Він виніс з поля бою 18 поранених та, надавши першу медичну допомогу, евакуював їх у тил.
- Дяченко Катерина Петрівна — мати-героїня

У селі Шельпахівка народилися:
- Гриб Андрій Андрійович — Герой Радянського Союзу;
- Скалій Іван Савович — повний кавалер ордену Слави.

У селі Ягубець народився Дмитрик Петро Федосійович — Герой Радянського Союзу

## Політика
З 2012 року народним депутатом від 200-го виборчого округо, до якого входить Христинівський район є Антон Яценко.
25 травня 2014 року відбулися Президентські вибори України. У межах Христинівського району було створено 37 виборчих дільниць. Явка на виборах складала — 65,36 % (проголосували 18 158 із 27 782 виборців). Найбільшу кількість голосів отримав Петро Порошенко — 57,30 % (10 405 виборців); Юлія Тимошенко — 15,98 % (2 901 виборців), Олег Ляшко — 10,13 % (1 840 виборців), Анатолій Гриценко — 6,85 % (1 244 виборців). Решта кандидатів набрали меншу кількість голосів. Кількість недійсних або зіпсованих бюлетенів — 1,01 %.

## Видатні діячі
- Уманець Дмитро Іларіонович (1948) — український військовий діяч. Генерал-лейтенант. Кандидат військових наук. Головний інспектор військ ППО Головної інспекції МО України.
- Наконечний Микола Петрович (24 червня 1962— 17 лютого 2013), міський голова м. Христинівка з 2006 до раптової смерті 17 лютого 2013.[5]

## Найбільші населені пункти
| № | Населений пункт     | Населення, осіб (2007) |
| - | ------------------- | ---------------------- |
| 1 | Христинівка         | 11 528                 |
| 2 | Верхнячка           | 4 291                  |
| 3 | Христинівка         | 3 088                  |
| 4 | Велика Севастянівка | 3 006                  |
| 5 | Кузьмина Гребля     | 1 337                  |
| 6 | Розсішки            | 1 323                  |
| 7 | Івангород           | 1 193                  |
| 8 | Ягубець             | 1 143                  |
| 9 | Шукайвода           | 1 079                  |